# Faucon
Faucon è un comune francese di 421 abitanti nel dipartimento della Vaucluse, regione della Provenza-Alpi-Costa Azzurra. Viene bagnato dal fiume Ouvèze, dal suo affluente Eyguemarse e dal Toulourenc.

## Società

### Evoluzione demografica
Abitanti censiti